# Elachiptera longiventris
Elachiptera longiventris är en tvåvingeart som först beskrevs av Oskar Augustus Johannsen 1924.  Elachiptera longiventris ingår i släktet Elachiptera och familjen fritflugor. Inga underarter finns listade i Catalogue of Life.